# Kørestolsfodbold
Kørestolsfodbold er en sport for mennesker med fysisk handicap. Det spilles som almindelig fodbold dog med den forskel, at der er fire på hvert hold og kampene varer 15 minutter pr. halvleg (internationalt: 20 minutter) og der spilles med to halvlege.
Spillet foregår indendørs på regulation sized basketball baner.
Selve fodbolden, der spilles med, er normalt større end en almindelig fodbold og måler i diameter på omkring 33 cm. (internationalt: 30,5 – 35,6 cm).
I starten blev der spillet i almindelige el-kørestole. Stolene fik påmonteret beskyttelsesskærme af et hårdt, slagfast materiale som fx plastik eller aluminium. I 2014 skete der en revolution indenfor kørestolsfodbold i Danmark. I 2014 var vores genoprettede landshold i Irland, hvor de deltog i EM for første gang. Der fik de rimelig meget hjulene i maskinen, da de spillede med almindelige kørestole. Her så de strikeforcen for første gang, som er en amerikansk-bygget stol specielt til sporten, og siden da er det gået stærkt. Nu har samtlige hold i ligaen minimum én strikeforce.
Inden en kamp reguleres stolens hastigheder så alle kører max 10km/t over en strækning på 15 meter. Fra de forskellige el-køreskoleproducenter er der nemlig stor forskel på både acceleration og tophastighed. I dag foregår det ved, at man kører stolen op på et rullefelt, hvor dommerne holder joysticket i bund og max hastigheden bliver målt. Man må max kører 10 km/t. I dag er der ikke så mange, der bruger sin egen almindelige kørestol til sporten.
I 2017 fik Powerchair Football Danmark sit første fulde dommerteam. 
I 2019 blev det besluttet på et landsmøde, at det ikke længere skulle hedde kørestolsfodbold, men Powerchair Football, som det hedder internationalt, og som også er navnet i dag. Dette er godkendt af Parasport.
Kørestolsfodbold startede oprindeligt i Frankrig i midten af 70'erne. Kørestolsfodbold i Danmark startede i 1987 iKolding Det har udviklet sig langsomt, men rummer i dag ca. 4 hold, hovedsagligt beliggende i Jylland. 
Danmark har et landshold Powerchair Football.